# ジャスティン・ニューマン
ジャスティン・ニューマン（Justin Newman、1995年2月17日 - ）は、レパーズに所属するラグビーユニオン選手。

## プロフィール
- ナミビア・ウィントフック出身[1]。
- ポジションはウィング(WTB)、センター(CTB)。
- 身長 180cm、体重 90kg
- ナミビア代表キャップは14（2025年4月現在）でラグビーワールドカップ2019のナミビア代表に選ばれた[2][3]。

## 略歴
ウェルウィッチアスを経て、2017年、レパーズに加入。